# Вја Кивасо-Текстрон (Торино)
Вја Кивасо-Текстрон је насеље у Италији у округу Торино, региону Пијемонт.
Према процени из 2011. у насељу је живело 3 становника. Насеље се налази на надморској висини од 205 м.